# Obadiah German
Obadiah German, född 22 april 1766 i Amenia, New York, död 24 september 1842 i Norwich, New York, var en amerikansk politiker (demokrat-republikan).
Han inledde 1792 sin karriär som advokat i Norwich, New York. Han var ledamot av New York State Assembly, underhuset i delstatens lagstiftande församling, 1798, 1804-1805 och 1807-1809. Han var en anhängare av DeWitt Clinton.
German var ledamot av USA:s senat från New York 1809–1815. Han var en kritiker av USA:s beredskap inför 1812 års krig och röstade därför emot krigsförklaringen. Efter tiden i senaten arbetade han som domare i Chenango County 1815–1819.
Han var åter ledamot av New York State Assembly 1819 och den gången valdes han till talman. Under senare år var han medlem i whigpartiet.
Germans grav finns i Chenango County, New York. Staden German har fått sitt namn efter Obadiah German.